# Togabotys
Togabotys is een geslacht van vlinders uit de familie van de grasmotten (Crambidae). De wetenschappelijke naam van dit geslacht is voor het eerst voorgesteld door Hiroshi Yamanaka in een publicatie uit 1978.
Dit geslacht is monotypisch, dat wil zeggen dat het maar één soort heeft namelijk Togabotys fuscolineatalis Yamanaka, 1978 uit Japan.